# Die Bäckereiüberfälle
Die Bäckereiüberfälle ist ein Buch von Haruki Murakami. Es handelt sich um eine Sammlung von zwei Erzählungen, die auf Japanisch in den Jahren 1981 und 1985 erschienen. Die deutsche Übersetzung erschien 2012 im Dumont-Verlag.
Die erste Kurzgeschichte erschien 1981 in der Literaturzeitschrift Waseda Bungaku sowie im selben Jahr in Murakamis Kurzgeschichtensammlung Yume de Aimashō. Die zweite Kurzgeschichte erschien 1985 in der Frauenzeitschrift Marie Claire, die zu dieser Zeit in Japan unter dem Literaturkritiker Ken Yasuhara als stellvertretendem Chefredakteur einen starken Kulturteil hatte, sowie 1986 in der Kurzgeschichtensammlung Pan-ya Saishūgeki.

## Inhalt

### Der erste Bäckereiüberfall (パン屋襲撃Pan-ya Shūgeki)
Aus Geldmangel überfällt der Erzähler zusammen mit ein paar studentischen Freunden eine Bäckerei. Der Bäckereibesitzer gibt ihnen Croissants aus, aber unter der Bedingung, dass diese in der Bäckerei gegessen werden müssen, während Musik von Richard Wagner läuft und er die Diebe verflucht.

### Der zweite Bäckereiüberfall (パン屋再襲撃Pan-ya Saishūgeki)
Ungefähr zehn Jahre nach dem ersten Bäckereiüberfall ist der Erzähler verheiratet und hat zusammen mit seiner Frau nachts Hunger. Er erzählt ihr von seinem Bäckereiüberfall und die beiden fällen den Entschluss, wieder eine Bäckerei zu überfallen. Dazu setzen sie sich ins Auto, in dem sich eine Schrotflinte befindet, kleben die Kennzeichen ab und begeben sich auf die Suche nach einer Bäckerei. Da keine Bäckerei in Tokio nachts geöffnet hat, entschließen sie sich, eine McDonald’s-Filiale zu überfallen. Sie erbeuten dort 30 Hamburger, von denen sie zehn auf einem Parkplatz essen, abschließend rauchen sie gemeinsam eine Zigarette. Zum Schluss bewundern sie den Sonnenaufgang auf dem Parkplatz.

## Kritik
„Während der erste Bäckereiüberfall in seiner Skurrilität und seinem Slapstick einer durchaus bekifften Atmosphäre entsprungen scheint, liest sich der zweite Überfall wie ein Traumnotat. Zweimal schreibt Haruki Murakami virtuos an der Realität vorbei und verwickelt in eine elegant-fantastische Handlung. Die kurzen, reduzierten Bäckereiüberfälle (deren Sujet des Hungers bekanntlich bereits Franz Kafka oder Knut Hamsun inspiriert hat) erinnern an einen Murakami, der in letzter Zeit seine meisterhafte kurze Form zuungunsten einer langweilig verquatschten Verrätselung aufgegeben zu haben scheint – zuletzt mit seinem 1600-seitigen Opus „1Q84“.“

## Illustrationen
Die Illustrationen in der deutschsprachigen Übersetzung stammen von Kat Menschik. Sie greifen jeweils einzelne Bilder aus den Erzählungen wieder auf.

## Kurzfilme
Beide Werke wurden als Kurzfilme adaptiert. Naoko Yamakawa adaptierte die erste Kurzgeschichte 1982 in einem 16-minütigem japanischen Film, während das zweite Werk 2010 von Carlos Cureron als 10-minütiger US-mexikanischer Film unter Mitwirkung von Kirsten Dunst umgesetzt wurde.